# شوخی یهودی
شوخی یهودی (انگلیسی: Jewish humor)، قدمت آداب و رسوم شوخی در یهودیت به تورات و میدراش در خاورمیانه کهن بر می‌گردد، ولی در مجموع به روند اخیر مزاح کلامی و اغلب حکایتی اشکنازی اطلاق می‌شود که در بیش از صد سال اخیر در ایالات متحده آمریکا، از جمله در فرهنگ سکولار یهودی ریشه کرده‌است.
مزاح یهودی اروپایی در قالب اولیه اش، در جامعه یهودیان امپراتوری مقدس روم، به واسطه تبدیل طنز مذهبی به عنوان یک روش مرسوم نهانی در ضدیت با مسیحی‌سازی، بروز کرد.